# Sierra de Alcaraz y Segura y cañones del Segura y del Mundo
Sierra de Alcaraz y Segura y cañones del Segura y del Mundo este o arie protejată (arie specială de conservare — SAC, sit de importanță comunitară — SCI, arie de protecție specială avifaunistică — SPA) din Spania întinsă pe o suprafață de 176.617,12 ha, integral pe uscat.

## Localizare
Centrul sitului Sierra de Alcaraz y Segura y cañones del Segura y del Mundo este situat la coordonatele 38°22′59″N 2°14′42″W / 38.383°N 2.2449°V.

## Înființare
Situl Sierra de Alcaraz y Segura y cañones del Segura y del Mundo a fost declarat sit de importanță comunitară în decembrie 1997 pentru a proteja 1 specie de plante și 28 de specii de animale. Alte tipuri de protecție:
- arie de protecție specială avifaunistică (în iulie 2005)[2]
- arie specială de conservare (în februarie 2017)[1][3][4]

## Biodiversitate
Situată în ecoregiunea mediteraneană, aria protejată conține 32 de habitate naturale: Pseudostepă cu ierburi și specii anuale de Thero-Brachypodietea, Păduri iberice de Quercus faginea și Quercus canariensis, Păduri de pin (sub-) mediteraneene cu pini negri endemici, Tufărișuri halo-nitrofile (Pegano-Salsoletea), Pajiști alpine și subalpine calcaroase, Matorral arborescenți cu Juniperus spp., Pajiști umede mediteraneene cu ierburi înalte de Molinio-Holoschoenion, Izvoare petrifiante cu formare de travertin (Cratoneurion), Vegetație gipsofilă iberică (Gypsophiletalia), Păduri pe pante, grohotișuri și ravene de Tilio-Acerion, Peșteri inaccesibile publicului, Tufărișuri termo-mediteraneene și de pre-deșert, Ape puternic oligomezotrofe cu vegetație bentonică cu Chara spp., Lande oro-mediteraneene cu formațiuni endemice de grozamă, Mlaștini alcaline, Pante stâncoase calcaroase cu vegetație casmofită, Păduri de pin mediteraneene cu pini mezogeni endemici, Pajiști carstice calcaroase sau bazofile, de Alysso-Sedion albi, Păduri de Quercus ilex și Quercus rotundifolia, Păduri endemice cu Juniperus spp., Stepe sărăturate mediteraneene (Limonietalia), Lacuri eutrofice naturale cu vegetație de tip Magnopotamion sau Hydrocharition, Galerii și tufărișuri riverane sudice (Nerio-Tamaricetea și Securinegion tinctoriae), Râuri mediteraneene cu debit permanent și vegetație de Glaucium flavum, Grohotișuri termofile și vest-mediteraneene, Galerii de Salix alba și de Populus alba, Liziere de ierburi înalte hidrofile de câmpie și de nivel montan până la alpin, Pajiști uscate europene, Mlaștini calcaroase cu Cladium mariscus și specii de Caricion davallianae, Păduri de stejar galițio-portugheze cu Quercus robur și Quercus pyrenaica, Păduri termofile cu Fraxinus angustifolia, Iazuri temporare mediteraneene.
La baza desemnării sitului se află mai multe specii protejate:
- plante (1): Narcissus nevadensis
- păsări (15): pescăruș albastru (Alcedo atthis), Aquila adalberti, acvilă de munte (Aquila chrysaetos), buha (Bubo bubo), șerpar (Circaetus gallicus), șoim călător (Falco peregrinus), vulturul pleșuv sur (Gyps fulvus), Hieraaetus fasciatus, acvilă pitică (Hieraaetus pennatus), ciocârlie de pădure (Lullula arborea), vultur egiptean (Neophron percnopterus), Oenanthe leucura, Pyrrhocorax pyrrhocorax, turturică (Streptopelia turtur), silvie de tufiș (Sylvia undata)
- amfibieni (1): Discoglossus galganoi
- mamifere (5): vidră de râu (Lutra lutra), Microtus cabrerae, liliac cu aripi lungi (Miniopterus schreibersii), liliacul mare cu potcoavă (Rhinolophus ferrumequinum), liliacul mic cu potcoavă (Rhinolophus hipposideros)
- nevertebrate (5): Apteromantis aptera, Austropotamobius pallipes, Coenagrion mercuriale, fluturele auriu (Euphydryas aurinia), Graellsia isabellae
- pești (1): Cobitis paludica
- reptile (1): Mauremys leprosa

Pe lângă speciile protejate, pe teritoriul sitului au mai fost identificate 54 de specii de plante, 3 specii de amfibieni, 7 specii de mamifere, 4 specii de nevertebrate, 3 specii de pești, 2 specii de reptile.